# Непокретна тачка
У математици, непокретна тачка (понекад фиксна тачка) функције је тачка коју функција пресликава у саму себе. Једноставније речено, x је непокретна тачка функције f ако и само ако f(x) = x.
На пример, ако је f дефинисана на скупу реалних бројева као 
{\displaystyle \ f(x)=x^{2}-3x+4,}
онда је 2 непокретна тачка f, јер је f(2) = 2.
Немају све функције непокретне тачке: на пример, ако је f функција дефинисана на скупу реалних бројева као f(x) = x + 1, онда она нема непокретних тачака, јер x никад није једнако x + 1 за било који реалан број. Геометријски посматрано, тачка (x, f(x)) је непокретна тачка ако се налази на правој y = x, или другим речима, непокретне тачке су тачке пресека графика функције f и праве y = x. Дати пример функције (f(x) = x + 1) има график који представља праву, паралелну правој y = x, па стога нема пресека.
Тачке које се враћају на исту вредност након коначног броја итерација функције се називају периодичним тачкама; непокретна тачка је периодична тачка са периодом једнаким 1.

## Атрактивне непокретне тачке
Атрактивна непокретна тачка функције f је непокретна тачка  за f, таква да за сваку вредност x у домену који је довољно близу , низ итерација функције,
{\displaystyle x,\ f(x),\ f(f(x)),\ f(f(f(x))),\dots }
конвергира ка . Колико близу је довољно близу зависи од случаја.
Функција природног косинуса (природни значи да му је аргумент у радијанима а не степенима или другим јединицама) има тачно једну непокретну тачку, која је атрактивна. У овом случају, довољно близу уопште није оштар критеријум. Да би се ово демонстрирало, довољно је унети било који реалан број, и изнова притискати тастер cos на калкулатору. Резултати ће брзо да конвергирају вредности блиској 0,73908513, која је непокретна тачка. То је тачка у којој график косинусне функције сече праву {\displaystyle y=x}.
Нису све непокретне тачке атрактивне: на пример, x = 0 је непокретна тачка функције f(x) = 2x, али итерирање ове функције за било коју вредност изузев нуле врло брзо дивергира. Међутим, ако је функција f непрекидно диференцијабилна на отвореној околини непокретне тачке , и , атракција је гарантована.
Атрактивне непокретне тачке су специјални случај ширег математичког концепта атрактора.
За атрактивну непокретну тачку се каже да је стабилна непокретна тачка ако је такође Љапунов стабилна.
Непокретна тачка је неутрална стабилна непокретна тачка ако је Љапунов стабилна али није атрактивна.
Постоје бројне теореме у разним областима математике, које гарантују да функције, ако задовољавају одређене услове, имају барем једну непокретну тачку.